# Mistrzostwa Europy w Judo 2011
60. Mistrzostwa Europy w Judo odbyły się w dniach 21–24 kwietnia 2011 w Stambule (Turcja). Kobiety rywalizowały w mistrzostwach po raz 37.

## Reprezentacja Polski

### kobiety
- Ewa Konieczny – odpadła w eliminacjach (48 kg)
- Marta Kubań – odpadła w eliminacjach (52 kg)
- Agata Perenc – odpadła w eliminacjach (57 kg)
- Agata Ozdoba – odpadła w eliminacjach (63 kg)
- Katarzyna Kłys – odpadła w eliminacjach (70 kg)
- Daria Pogorzelec – odpadła w eliminacjach (78 kg)
- Urszula Sadkowska – 5. (+78 kg)
  - drużyna (Konieczny, Kubań, Ozdoba, Kłys, Sadkowska) – 7.

### mężczyźni
- Łukasz Kiełbasiński – odpadł w eliminacjach (60 kg)
- Paweł Zagrodnik – odpadł w eliminacjach (66 kg)
- Tomasz Kowalski – odpadł w eliminacjach (66 kg)
- Piotr Kurkiewicz – odpadł w eliminacjach (73 kg)
- Tomasz Adamiec – odpadł w eliminacjach (73 kg)
- Łukasz Błach – odpadł w eliminacjach (81 kg)
- Krzysztof Węglarz – odpadł w eliminacjach (90 kg)
- Robert Krawczyk – 5. (90 kg)
- Tomasz Domański – odpadł w eliminacjach (100 kg)
- Maciej Sarnacki – odpadł w eliminacjach (+100 kg)
- Janusz Wojnarowicz – brązowy medal (+100 kg)
  - drużyna (Zagrodnik, Kowalski, Błach, Węglarz, Wojnarowicz) – 5.

## Klasyfikacja medalowa
| Miejsce | Kraj                 | Złoto | Srebro | Brąz | Razem |
| 1.      | Francja              | 5     | 3      | 3    | 11    |
| 2.      | Ukraina              | 2     | 0      | 1    | 3     |
| 3.      | Rosja                | 1     | 2      | 5    | 8     |
| 4.      | Portugalia           | 1     | 2      | 0    | 3     |
| 4.      | Węgry                | 1     | 2      | 0    | 3     |
| 6.      | Azerbejdżan          | 1     | 1      | 0    | 2     |
| 6.      | Holandia             | 1     | 1      | 0    | 2     |
| 8.      | Austria              | 1     | 0      | 1    | 2     |
| 8.      | Rumunia              | 1     | 0      | 1    | 2     |
| 10.     | Bośnia i Hercegowina | 1     | 0      | 0    | 1     |
| 10.     | Grecja               | 1     | 0      | 0    | 1     |
| 11.     | Gruzja               | 0     | 2      | 3    | 5     |
| 12.     | Niemcy               | 0     | 1      | 2    | 3     |
| 13.     | Hiszpania            | 0     | 1      | 1    | 2     |
| 14.     | Mołdawia             | 0     | 1      | 0    | 1     |
| 15.     | Słowenia             | 0     | 0      | 3    | 3     |
| 16.     | Turcja               | 0     | 0      | 2    | 2     |
| 16.     | Wielka Brytania      | 0     | 0      | 2    | 2     |
| 16.     | Włochy               | 0     | 0      | 2    | 2     |
| 19.     | Czechy               | 0     | 0      | 1    | 1     |
| 19.     | Estonia              | 0     | 0      | 1    | 1     |
| 19.     | Łotwa                | 0     | 0      | 1    | 1     |
| 19.     | Polska               | 0     | 0      | 1    | 1     |
| 19.     | Szwecja              | 0     | 0      | 1    | 1     |

## Medaliści

### Mężczyźni
| Konkurencja: | Data:            | Złoto: | Srebro: | Brąz: |
| −60 kg       | 21 kwietnia 2011 | Heorhij Zantaraja | Betkil Szukwani | Elio Verde Arsen Gałstian |
| −66 kg       | 21 kwietnia 2011 | Miklós Ungvári | Tərlan Kərimov | Colin Oates Alim Gadanow |
| −73 kg       | 22 kwietnia 2011 | João Pina | Murat Kodzokow | Hasan Vanlıoğlu Jaromír Jezek |
| −81 kg       | 22 kwietnia 2011 | Elnur Məmmədli | Sergiu Toma | Sirażudin Magomiedow Ole Bischof |
| −90 kg       | 23 kwietnia 2011 | Ilias Iliadis | Kiriłł Dienisow | Warlam Liparteliani Marcus Nyman |
| −100 kg      | 23 kwietnia 2011 | Amel Mekić | Lewan Żorżoliani | Jevgēņijs Borodavko Irakli Cirekidze |
| +100 kg      | 23 kwietnia 2011 | Teddy Riner | Barna Bor | Martin Padar Janusz Wojnarowicz |
| drużynowo    | 24 kwietnia 2011 | Ukraina · Serhij Drebot · Wołodymyr Soroka · Artem Wasyłenko · Roman Hontiuk · Stanisław Bondarenko · (Heorhij Zantaraja, Wałentyn Hrekow · Artem Błoszenko) | Francja · David Larose · Benjamin Darbelet · Loïc Pietri · Yves-Matthieu Dafreville · Teddy Riner · (Pierre Duprat, Ugo Legrand · Anthony Laignes) | Gruzja · Shalva Khardava · Nugzar Tatalaszwili · Awtandil Czrikiszwili · Warlam Liparteliani · Zviadi Khanjaliashvili · (Levan Tsiklauri · Aleksandre Mskhaladze) · Niemcy · Robert Kopiske · Christopher Völk · Sven Maresch · Christophe Lambert · Dimitri Peters · (Robert Zimmermann) |

### Kobiety
| Konkurencja: | Data:            | Złoto: | Srebro: | Brąz: |
| −48 kg       | 21 kwietnia 2011 | Alina Dumitru | Éva Csernoviczki | Frédérique Jossinet Laëtitia Payet |
| −52 kg       | 21 kwietnia 2011 | Pénélope Bonna | Joana Ramos | Ana Carrascosa Sophie Cox |
| −57 kg       | 21 kwietnia 2011 | Sabrina Filzmoser                                                                                                   | Telma Monteiro | Corina Căprioriu Irina Zabłudina |
| −63 kg       | 22 kwietnia 2011 | Gévrise Émane | Anicka van Emden | Urška Žolnir Hilde Drexler |
| −70 kg       | 22 kwietnia 2011 | Edith Bosch | Cecilia Blanco | Lucie Décosse Erica Barbieri |
| −78 kg       | 23 kwietnia 2011 | Audrey Tcheuméo | Lucie Louette | Ana Velensek Luise Malzahn |
| +78 kg       | 23 kwietnia 2011 | Jelena Iwaszczenko                                                                                                  | Anne-Sophie Mondière | Lucija Polavder Tea Donguzaszwili |
| drużynowo    | 24 kwietnia 2011 | Francja · Pénélope Bonna · Automne Pavia · Gévrise Émane · Lucie Décosse · Anne-Sophie Mondière · (Priscilla Gneto) | Niemcy · Romy Tarangul · Viola Waechter · Claudia Malzahn · Iljana Marzok · Luise Malzahn · (Miryam Roper, Franziska Konitz) | Turcja · Aynur Samat · Nazlican Ozerler · Selda Karadag · Büşra Katipoğlu · Gülşah Kocatürk · (Seyda Bayram, Belkıs Zehra Kaya) · Ukraina · Mariia Buiok · Tetiana Levytska-Shukvani · Anna Nikitina · Oksana Didenko · Natalija Smal · Iryna Kindzerśka |